# Seznam nositelů Řádu Bílého lva
Níže jsou uvedeni nositelé českého Řádu bílého lva ve všech třídách, a to chronologicky podle udělení. V předchozím období společného československého státu byl řád udílen výhradně cizím státním příslušníkům.

## Nositelé
Seznam vyznamenaných od roku 1995 je uveden na webových stránkách Kanceláře prezidenta republiky. Sám prezident má po dobu svého mandátu propůjčenu řádovou insignii I. třídy s řetězem:

### 1995
- generálmajor v.v. Ing. Jan Bret – vojenská skupina, III. třída
- Jeho Veličenstvo Juan Carlos I., španělský král – občanská skupina, I. třída s řetězem
- plukovník v.v. Lubomír Dvořák – vojenská skupina, III. třída
- plukovník v.v. Vladimír Garncarz – vojenská skupina, III. třída
- armádní generál Antonín Hasal, in memoriam – vojenská skupina, II. třída
- generálmajor v.v. Miroslav Kácha – vojenská skupina, III. třída
- generálmajor v.v. Felix Peřka – vojenská skupina, III. třída
- podplukovník v.v. Oldřich Skácel – vojenská skupina, III. třída
- Veleslav Wahl, in memoriam, účastník odboje proti nacismu – občanská skupina, II. třída

### 1996
- Její Veličenstvo Alžběta II., britská královna – občanská skupina, I. třída s řetězem
- armádní generál Ing. Alois Eliáš, in memoriam – vojenská skupina, I. třída
- jeho eminence kardinál Bernardin Gantin – občanská skupina, II. třída
- generálmajor v.v. Vladimír Nedvěd – vojenská skupina, III. třída
- Ezer Weizman, izraelský prezident – občanská skupina, I. třída s řetězem

### 1997
- Madeleine Albrightová, americká politička a diplomatka – občanská skupina, I. třída
- Jacques Chirac, francouzský prezident – občanská skupina, I. třída s řetězem
- armádní generál letectva Jean-Philippe Douin – vojenská skupina, III. třída
- generál George Joulwan – vojenská skupina, II. třída
- generálmajor v.v. Jindřich Macháček – vojenská skupina, IV. třída
- divizní generál Bedřich Neumann, in memoriam – vojenská skupina, III. třída
- generálmajor v.v. František Peřina – vojenská skupina, IV. třída
- generálmajor v.v. Karel J. Procházka – vojenská skupina, IV. třída
- generálporučík Radovan Procházka – vojenská skupina, IV. třída
- generálmajor i.m. Josef Robotka – vojenská skupina, III. třída
- armádní generál Sergej Vojcechovský, in memoriam – vojenská skupina, III. třída

### 1998
- generálmajor Josef Bartík, in memoriam – vojenská skupina, III. třída
- brigádní generál Mikuláš Antonín Číla, in memoriam – vojenská skupina, II. třída
- Bill Clinton, americký prezident – občanská skupina, I. třída s řetězem
- Paul Hatry, belgický politik – občanská skupina, III. třída
- armádní generál Bedřich Homola, in memoriam – vojenská skupina, II. třída
- generálmajor Josef Hyhlík, in memoriam – vojenská skupina, III. třída
- major Jaroslav Krátký, in memoriam – vojenská skupina, IV. třída
- Jeho Eminence Joachim kardinál Meisner – občanská skupina, III. třída
- generálmajor George Smith Patton IV – vojenská skupina, IV. třída
- Chanan Rozen, český honorární konzul v Izraeli – občanská skupina, IV. třída
- generál John Shalikashvili – vojenská skupina, III. třída
- divizní generál František Slunečko, in memoriam – vojenská skupina, III. třída
- Javier Solana, evropský politik – občanská skupina, II. třída

### 1999
- George Bush, americký prezident – občanská skupina, I. třída
- Michail Gorbačov, sovětský prezident – občanská skupina, I. třída
- Helmut Kohl, německý politik – občanská skupina, I. třída
- François Mitterrand, in memoriam, francouzský prezident – občanská skupina, I. třída
- generál Klaus Naumann – vojenská skupina, III. třída
- Ronald Reagan, americký prezident – občanská skupina, I. třída
- baronka Margaret Thatcherová – občanská skupina, I. třída
- Lech Wałęsa, polský prezident – občanská skupina, I. třída
- Simon Wiesenthal, lovec nacistů – občanská skupina, III. třída

### 2000
- Willy Brandt, in memoriam, německý politik – občanská skupina, I. třída
- Bruno Kreisky, in memoriam, rakouský politik – občanská skupina, I. třída
- Olof Palme, in memoriam, švédský politik – občanská skupina, I. třída
- Johannes Rau, německý prezident – občanská skupina, I. třída s řetězem
- plukovník v.v. Pravomil Raichl – vojenská skupina, V. třída
- divizní generál letectva Vilém Stanovský, in memoriam – vojenská skupina, III. třída

### 2002
- generálmajor Josef Duda, in memoriam – vojenská skupina, III. třída
- Ing. Oto Stehlík, účastník odboje proti komunismu – občanská skupina, IV. třída
- admirál Guido Venturoni – vojenská skupina, III. třída
- viceadmirál Thomas Ray Wilson – vojenská skupina, III. třída

### 2003
- Alexander Dubček, in memoriam, slovenský politik – občanská skupina, I. třída
- Árpád Göncz, maďarský prezident – občanská skupina, I. třída
- Václav Havel, bývalý český a československý prezident – občanská skupina, I. třída s řetězem
- generálmajor v.v. Ing. Anton Petrák – vojenská skupina, I. třída
- generálmajor Alois Šiška, in memoriam – vojenská skupina, III. třída
- Richard von Weizsäcker, německý prezident – občanská skupina, I. třída

### 2004
- generálporučík v.v. Ing. František Fajtl – vojenská skupina, III. třída
- generálmajor v.v. Rudolf Krzák, in memoriam – vojenská skupina, III. třída
- Aleksander Kwaśniewski, bývalý polský prezident – občanská skupina, I. třída s řetězem

### 2005
- generálmajor v.v. Josef Buršík, in memoriam – vojenská skupina, I. třída
- generálmajor v.v. Rudolf Pernický – vojenská skupina, I. třída

### 2006
- generálmajor v.v. Antonín Špaček – vojenská skupina, I. třída
- plukovník v.v. Josef Bryks, in memoriam – vojenská skupina, II. třída

### 2007
- plukovník v.v. Stanislav Hnělička – vojenská skupina, II. třída
- štábní kapitán Rudolf Hrubec, in memoriam – vojenská skupina, I. třída

### 2008
- plukovník v.v. Jiří Zenáhlík – vojenská skupina, I. třída

### 2009
- Heinz Fischer, I. třídy s řetězem
- plukovník Otakar Černý, in memoriam – vojenská skupina, I. třída
- plukovník Imrich Gablech – vojenská skupina, III. třída

### 2010
- Lech Kaczyński, polský prezident – občanská skupina, I. třída s řetězem[2]
- plk. Emil Boček – vojenská skupina, III. třída[3]
- plk. Marie Ljalková-Lastovecká – vojenská skupina, II. třída[3]
- plk. Jan Plovajko – vojenská skupina, III. třída[3]

### 2011
- brig. gen. v.v. Mikuláš Končický – vojenská skupina, II. třída; za zvlášť vynikající zásluhy o obranu a bezpečnost státu a vynikající bojovou činnost
- plk. v.v. Jan Velík – vojenská skupina, II. třída; za zvlášť vynikající zásluhy o obranu a bezpečnost státu a vynikající bojovou činnost
- plk. v.v. Václav Djačuk – vojenská skupina, V. třída; za zvlášť vynikající zásluhy o obranu a bezpečnost státu

### 2012
- brig. gen. Alexandr Beer – vojenská skupina, II. třída
- major v.v. Vasil Korol – vojenská skupina, IV. třída

### 2013
- Ivan Gašparovič, slovenský prezident – občanská skupina, I. třída s řetězem[4][5]

### 2014
- Joachim Gauck, německý prezident – občanská skupina, I. třída s řetězem[6]
- Robert Fico – občanská skupina, I. třída
- Sir Winston Churchill, in memoriam – občanská skupina, I. třída
- Franz Vranitzky – občanská skupina, I. třída
- Sir Nicholas Winton – občanská skupina, I. třída

### 2015
- Abdalláh II., jordánský král – občanská skupina, I. třída s řetězem[7]
- Josef František, in memoriam – I. třída, vojenská skupina

### 2016
- genpor. Jaroslav Klemeš, příslušník československého zahraničního odboje za druhé světové války a příslušník paradesantního výsadku Platinum-Pewter – I. třída, vojenská skupina
- arm.gen.i.m. Karel Janoušek, příslušník československého zahraničního odboje za druhé světové války a vojenský pilot – I. třída, vojenská skupina
- brig.gen.i.m. Karel Kuttelwascher, příslušník československého zahraničního odboje za druhé světové války a vojenský pilot – I. třída, vojenská skupina
- plk.v.v. Alois Dubec, příslušník československé zahraniční armády za druhé světové války a pilot Royal Air Force – II. třída, vojenská skupina
- Andrzej Sebastian Duda, polský prezident – I. třída s řetězem, občanská skupina[8]
- mons. Dominik Duka, arcibiskup pražský a primas český – I. třída, občanská skupina
- Prof. Günter Verheugen, evropský politik, bývalý člen Evropské komise – I. třída, občanská skupina

### 2017
- Michael Häupl, rakouský politik a dlouholetý starosta Vídně – I. třída, občanská skupina
- arm. gen. i.m. Ludvík Krejčí, in memoriam, československý armádní generál a legionář první světové války – I. třída, vojenská skupina
- arm. gen. i.m. Karel Kutlvašr, in memoriam, československý armádní generál a legionář první světové války – I. třída, vojenská skupina
- Borut Pahor, slovinský prezident – I. třída s řetězem, občanská skupina
- arm. gen. Ing. Karel Pezl,  první náčelník Generálního štábu Armády České republiky – I. třída, vojenská skupina
- Dr. jur. Gerhard Schröder, kancléř Spolkové republiky Německo v letech 1998 až 2005 – I. třída, občanská skupina

### 2018
- arm. gen. i.m. Josef Bílý, in memoriam, československý generál, velitel odbojové organizace za druhé světové války Obrana národa – I. třída, vojenská skupina
- div. gen. i.m. Stanislav Čeček, in memoriam, československý generál a legionář první světové války – I. třída, vojenská skupina
- div. gen. i.m. Karel Husárek, in memoriam, československý generál a legionář první světové války – I. třída, vojenská skupina
- Dr. h. c. Antonín Švehla, in memoriam, československý politik – I. třída, občanská skupina
- ing. Jan Gajdoš, in memoriam, československý gymnasta, olympionik – I. třída, občanská skupina
- Karel Lánský, ředitel Českého rozhlasu roku 1968 – I. třída, občanská skupina

### 2019
- Jan Antonín Baťa, in memoriam, československý a brazilský podnikatel – I. třída, občanská skupina
- arm. gen. Emil Boček, válečný veterán druhé světové války – I. třída, vojenská skupina
- gen. prof. JUDr. Bohuslav Ečer, in memoriam, československý generál justiční služby a profesor mezinárodního trestního práva – I. třída, vojenská skupina
- prof. Ing. Václav Klaus, CSc., dr. h. c. mult., český ekonom a politik – I. třída, občanská skupina
- genmjr. i.m. Josef Ocelka, in memoriam, pilot bombardérů z druhé světové války – I. třída, vojenská skupina
- genpor. Jaroslav Selner, in memoriam, československý odbojář – I. třída, vojenská skupina
- Dr. h. c. Ing. Rudolf Schuster, PhD., slovenský politik a spisovatel – I. třída, občanská skupina
- Helmut Zilk, in memoriam, rakouský novinář a politik – I. třída, občanská skupina

### 2020
- Karel Gott, in memoriam, zpěvák a malíř – I. třída, občanská skupina
- genmjr. František Chábera, in memoriam, vojenský pilot a válečný stíhač RAF – I. třída, vojenská skupina
- plk. Josef Koukal, in memoriam, stíhací pilot, hrdina bitvy o Británii – I. třída, vojenská skupina
- genmjr. Ing. Miloslav Masopust, účastník bojů 1. čs. armádního sboru v SSSR na východní frontě a při osvobozování vlasti – I. třída, vojenská skupina
- divizní gen. Heliodor Píka, in memoriam, legionář v Rusku, atašé a velitel mise Československé armády v Moskvě – I. třída, vojenská skupina
- plk. v. v. prof. MUDr. Roman Prymula, CSc., Ph.D., epidemiolog a bývalý ministr zdravotnictví – I. třída, občanská skupina

### 2021[9]
- Mgr. Jiřina Bohdalová, herečka – I. třída, občanská skupina
- Alfred Duff Cooper, in memoriam, britský politik a diplomat, spisovatel – I. třída, občanská skupina
- genmjr. in memoriam Alexander Hess, in memoriam, vojenský letec, důstojník československé armády a letectva – I. třída, vojenská skupina
- Ing. Petr Kellner, in memoriam, podnikatel – I. třída, občanská skupina
- Ing. Vladimír Remek, bývalý vojenský pilot a kosmonaut, bývalý poslanec EP – I. třída, občanská skupina
- Aleksandar Vučić, prezident Srbska – I. třída s řetězem, občanská skupina[10]

### 2022
- genmjr. in memoriam Josef Balabán, in memoriam, legionář a člen protinacistického odboje Tři králové – I. třída, vojenská skupina
- plk. v. v. Josef Hubáček, in memoriam, letec a člen legendární akrobatické trojice Novák, Široký, Hubáček – I. třída, vojenská skupina
- genmjr. in memoriam Karel Lukas, in memoriam, účastník odboje za 1. světové války a československého protinacistického odboje za 2. světové války – I. třída, vojenská skupina
- arm. gen. Ing. Vojtěch Luža, in memoriam, generál, legionář a čelný představitel československého protifašistického odboje – I. třída, vojenská skupina
- genmjr. in memoriam Josef Mašín, in memoriam, důstojník prvorepublikové Československé armády a člen protinacistického odboje Tři králové – I. třída, vojenská skupina
- brig. gen. Václav Morávek, in memoriam, důstojník československé armády a člen protinacistického odboje Tři králové – I. třída, vojenská skupina
- plk. v. v. Josef Stehlík, in memoriam, člen československého zahraničního leteckého odboje – I. třída, vojenská skupina
- Volodymyr Zelenskyj, prezident Ukrajiny – I. třída s řetězem, občanská skupina

### 2023
- Alexander Van der Bellen, spolkový prezident Rakouska – I. třída s řetězem, občanská skupina[11]
- doc. JUDr. Petr Pithart, dr. h. c., politik, spisovatel a právník – I. třída, občanská skupina
- JUDr. Pavel Rychetský, dr. h. c., politik, právník a bývalý předseda Ústavního soudu České republiky – I. třída , občanská skupina
- Karel Schwarzenberg, politik, bývalý poslanec a senátor, exministr zahraničí – I. třída, občanská skupina
- brig. gen. Karel Mareš, in memoriam, vojenský pilot a první velitel 311. československé bombardovací perutě RAF – I. třída, vojenská skupina
- František Pecháček, in memoriam, sokolský cvičitel, autor odborných publikací o tělesné výchově a člen odbojového hnutí Obec sokolská v odboji – I. třída, vojenská skupina
- gen. PhDr. Milan Rastislav Štefánik, in memoriam, slovenský politik, voják, letec, generál francouzské armády, astronom a meteorolog – I. třída, vojenská skupina

### 2024
- Zuzana Čaputová, prezidentka Slovenska – I. třída s řetězem, občanská skupina
- armádní generál Sergěj Jan Ingr, in memoriam, ministr národní obrany londýnské exilové vlády a velvyslanec – I. třída, vojenská skupina
- brigádní generál František Moravec, in memoriam, legionář, důstojník Československé armády a přednosta druhého oddělení Hlavního štábu – II. třída, vojenská skupina
- prof. Ing. arch. Eva Jiřičná, CBE, architektka a designérka – III. třída, občanská skupina
- Jiří Kylián, choreograf a tanečník – III. třída, občanská skupina

### 2025
- Filip Belgický, král Belgie – I. třída s řetězem, občanská skupina